# Omega (Georgia)
Omega es una ciudad ubicada en el condado de Tift en el estado estadounidense de Georgia. En el año 2000 tenía una población de 1.340 habitantes.

## Geografía
Omega se encuentra ubicada en las coordenadas 31°20′23″N 83°35′42″O / 31.33972, -83.59500 (31.339684, -83.595036).
Según la Oficina del Censo, la localidad tiene un área total de 4,6 km² (1,8 mi²), de la cual 4,6 km² (1,8 mi²) es tierra y 0 km² (0 mi²) (0.00%) es agua.

## Demografía
Según la Oficina del Censo en 2000 los ingresos medios por hogar en la localidad eran de $26,765, y los ingresos medios por familia eran $28,938. Los hombres tenían unos ingresos medios de $21,050 frente a los $16,618 para las mujeres. La renta per cápita para la localidad era de $11,014. 